# Hund von Wenkheim

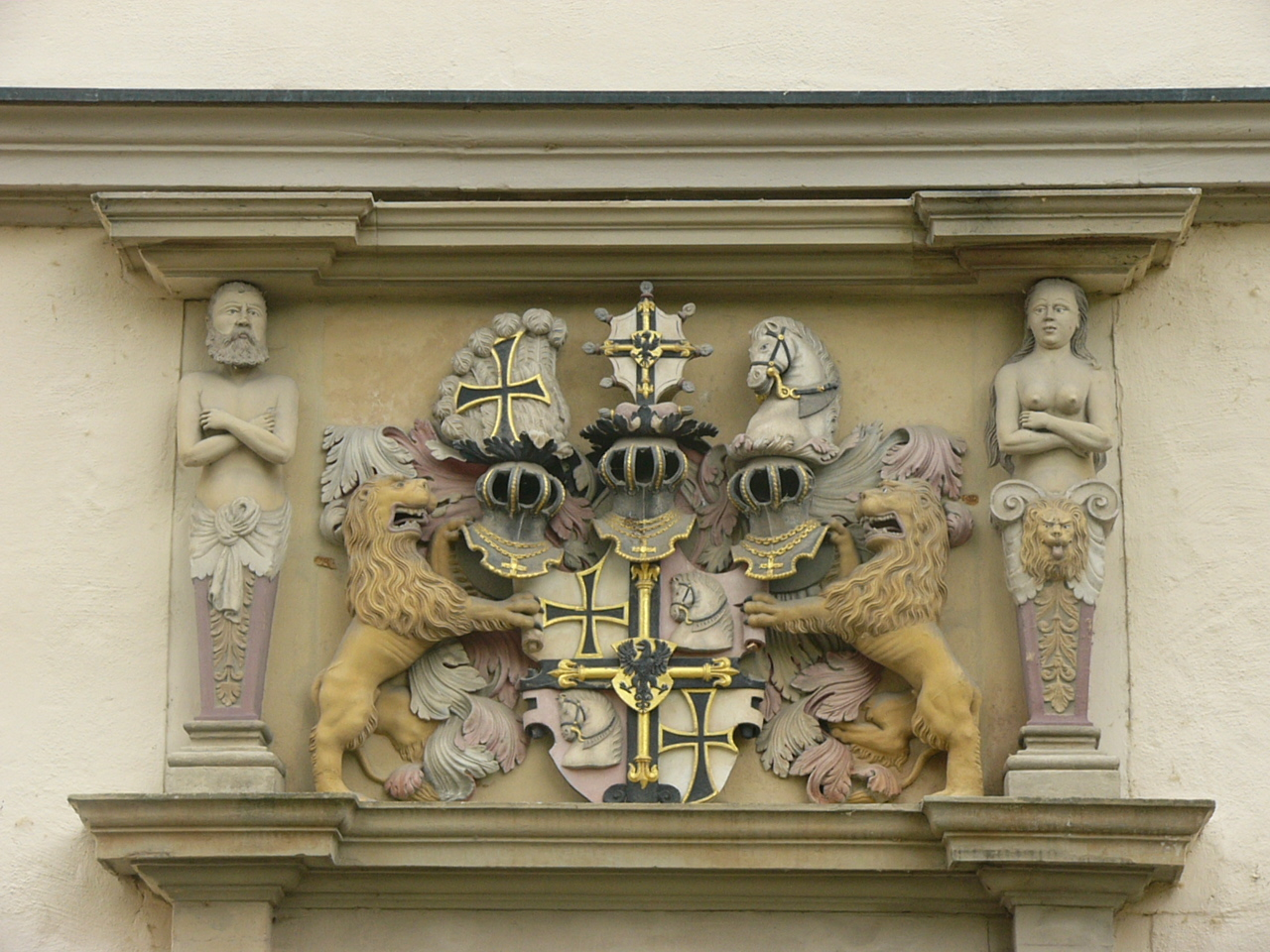
Blason de Georges Hund von Wenkheim à Bad Mergentheim

La famille Hund von Wenkheim (orthographiée aussi Hundt von Wenckheim) est une famille de la noblesse allemande, originaire de Franconie, aujourd'hui éteinte.

## Histoire
La famille avait des fiefs à Wenkheim, Atterode, Schweina et demeurait au château d'Altenstein. Elle organisa au Moyen Âge la ligue des chevaliers de l'Odenwald.
Burghard II Hund von Wenkheim abrita Martin Luther au château d'Altenstein en 1521 pour le mener à la Wartbourg.
Plusieurs membres de la famille firent partie des chevaliers teutoniques, dont le plus célèbre est Georg Hund von Wenkheim (1520-1572), grand-maître de l'Ordre de 1566 à 1572 et Bernhard Hund von Wenkheim est maître des cuisines, c'est-à-dire intendant des finances, en 1513 à Francfort.
Eberhard Friedrich Hund von Wenkheim (1647-1722) fut le dernier seigneur d'Altenstein qui passa ensuite aux Saxe-Meiningen.

## Source
- (de) Cet article est partiellement ou en totalité issu de l’article de Wikipédia en allemand intitulé « Hund von Wenkheim » (voir la liste des auteurs).